# Port lotniczy Cap-Haitien
Port lotniczy Cap-Haitien (ang. Cap-Haitien International Airport) (IATA: CAP, ICAO: MTCH) – drugi co do wielkości port lotniczy Haiti położony w mieście Cap-Haitien. W 2013 roku otrzymał nazwę na cześć prezydenta Wenezueli Hugona Cháveza.

## Linie lotnicze i połączenia
Połączenia pasażerskie:
| Linia lotnicza         | Kierunek           |
| ---------------------- | ------------------ |
| Bahamasair             | 1. Nassau          |
| Caicos Express Airways | 1. Providenciales  |
| InterCaribbean Airways | 1. Providenciales  |
| Spirit Airlines        | 1. Fort Lauderdale |
| Sunrise Airways        | 1. Port-au-Prince  |

Połączenia cargo:
| Linia lotnicza | Kierunek |
| -------------- | -------- |
| IBC Airways    | 1. Miami |